# Jean van Silfhout
Jean Baptiste van Silfhout (ur. 4 lutego 1902 w Sloten, zm. w 1956 w Dżakarcie) – holenderski pływak, wioślarz, uczestnik Letnich Igrzysk 1920, 1924 i 1928.
Uczestniczył dwukrotnie na igrzyskach w turnieju piłki wodnej, w 1920 i 1928.
Podczas igrzysk w 1920 roku wystartował na 100 metrów stylem dowolnym, lecz odpadł w eliminacjach.
Na letnich igrzyskach olimpijskich w 1924 w Paryżu wziął udział w konkurencji wioślarskiej - czwórka ze sternikiem. Jego drużyna dostała się do finału, lecz go nie ukończyła zajmując 5. miejsce.